# Efecto inductivo
En química, el efecto inductivo es un efecto experimentalmente observable en la transmisión de la carga a través de una cadena de átomos en una molécula por inducción electrostática (principalmente, definición de la IUPAC) o por la presencia de un medio polar (e. i. dinámico). El efecto polar neto ejercido por un sustituyente es una combinación de este efecto inductivo y el efecto mesomérico.

## Efecto inductivo estático
La nube electrónica en un enlace sigma heteroatómico (entre dos átomos diferentes) no es uniforme sino que está ligeramente desplazada hacia el más electronegativo de los dos. Esto provoca un estado permanente de polaridad donde el átomo más electronegativo tiene una mayor densidad electrónica mientras que el otro adquiere un diferencial de carga positiva.
Si el átomo electronegativo es luego unido a una cadena de átomos, carbono generalmente, la carga positiva es transmitida a los otros átomos en la cadena. Este es un efecto inductivo receptor, también conocida como -I. Algunos grupos, como el de los alquilos, son menos receptores que el hidrógeno y son más bien considerados como donadores de electrones. Este carácter de donador de electrones es indicado por el efecto +I.

### Características
Como el cambio inducido en la polaridad es menor que la polaridad original, el efecto inductivo dinámico se desvanece rápidamente y sólo es significativo a cortas distancias. El efecto inductivo estático es permanente más débil pues implica el traslado 
sigma fuertemente sostenidos; otros factores más fuertes podrían apocar al inductivo.
El efecto inductivo prevalece en el estado normal de la molécula. Es un fenómeno asociado esencialmente a los enlaces covalentes simples. El par electrónico, que es el enlace normal covalente, se desplaza ligeramente cuando en la molécula existe un átomo que ejerza sobre el par electrónico una atracción mayor o menor que el resto de los átomos.
El efecto inductivo es entonces, el efecto de un sustituyente debido a la polarización permanente de un enlace; es decir, si en una molécula establece un dipolo, su acción se transmite a través de la cadena carbonada. Se representa con una flecha cuya punta señala hacia el átomo más electronegativo.

### Ejemplos
- Algunos sustituyentes aceptores (tomadores): NO2; CN;  (metoxi es tomador inductivo (-I) y  donador mesomérico (+M)); Cl; F.
- Algunos sustituyentes dadores (donadores): CH3, OCH3